# Århus domkyrka
Århus domkyrka, även kallad Sankt Klemens kyrka (danska: Sankt Klemens Kirke), är en medeltida domkyrka i Århus på Jylland i Danmark. Den är stiftskyrka i Århus stift i danska folkkyrkan och är till byggnadsstilen en basilika i tegelgotik (även kallad baltisk tegelgotik).
Århus domkyrka är Danmarks längsta kyrka, 93 meter, och kyrktornet är, med höjden 96 meter, Danmarks högsta kyrktorn. Det finns cirka 1200 sittplatser i kyrkan.
Kyrkan är vigd åt de sjöfarandes helgon Sankt Clemens.

## Tidig historia
Det finns också en annan kyrka i Århus som tidigare fungerat som domkyrka i Århus stift, Vor Frue Kirke. Dagens Århus domkyrka togs nämligen i bruk först under 1200-talet. Under tidig medeltid fram till 1200-talet var Vor Frue Kirke domkyrka med namnet Sankt Nicolai. Det mer schablonmässiga namnet Vor Frue Kirke fick kyrkan efter reformationen. Vor Frue Kirke och dess välbevarade krypta är en av Danmarks äldsta kyrkor.

## Byggnadshistoria
Kyrkan är en av de äldsta tegelbyggnaderna på Jylland och den var ursprungligen byggd som en basilika i romansk stil. Bygget påbörjades omkring år 1200 under biskop Peder Vognsen och blev klart omkring år 1300.
År 1330 brann kyrkan, och återuppbyggnaden började först i slutet av 1300-talet och pågick under 1400-talet, när den gotiska stilen nådde landet. Denna kyrka blev färdig först omkring år 1500 och fick då det utseende kyrkan har idag, en gotisk basilika med ett kraftigt västtorn.

## Altartavlan
Kyrkans altartavla är av hög konstnärlig kvalitet och värde. Altaret är framställt på Bernt Notkes verkstad i Lübeck i slutet av 1470-talet och invigdes 1479. Det är störst i sitt slag i Danmark och välbevarat. På sidorna ses apostlafigurer. Judas Taddeus håller en så kallad påsbok (en bok i en påse) med en knut i handen, Filip har en påsbok med knut som hänger från bältet, och Tomas har en påsbok, som hänger på sin högra arm. Matteus har en bok som hänger i en rem från bältet och den kan inte inordnas under begreppet egentlig påsbok.

## Bilder

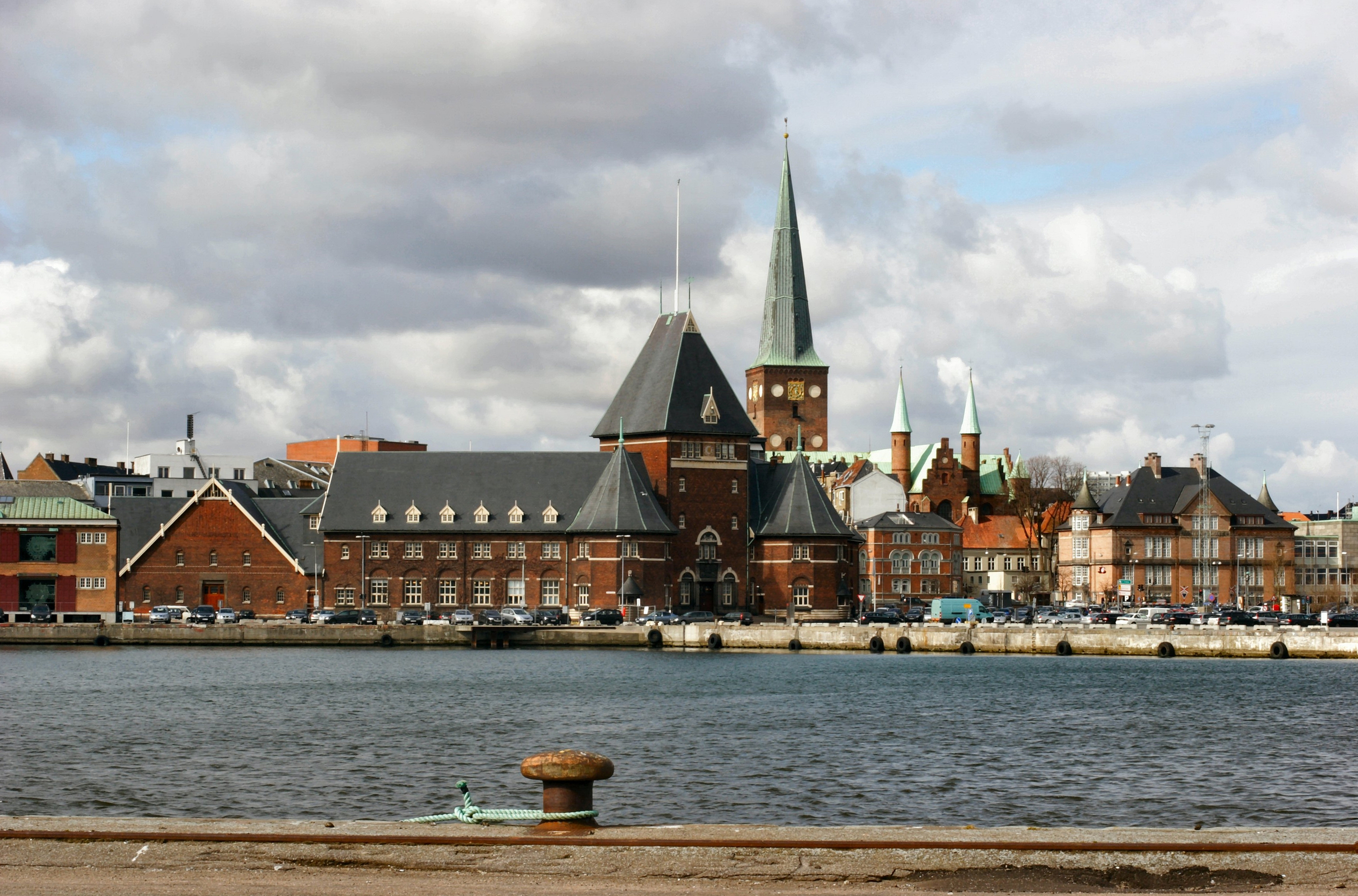
Domkyrkan på avstånd
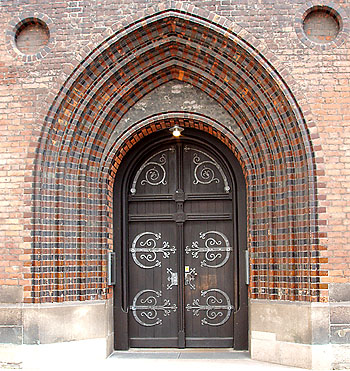
Västportalen
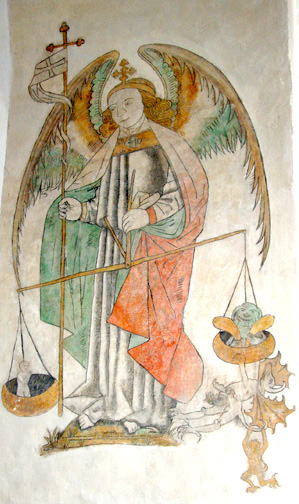
Kalkmålning
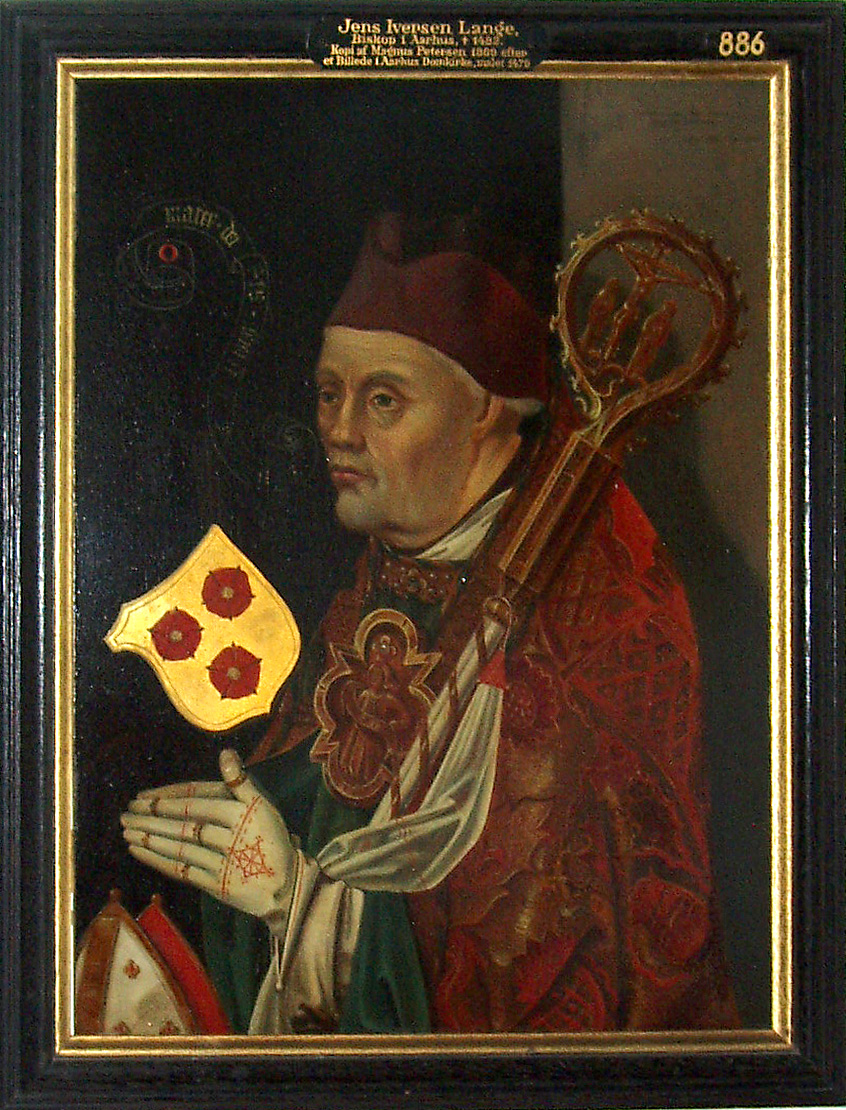
Kopia från 1869 på Frederiksborgs slott, målad av Magnus Petersen. Originalporträttet från 1470 finns i domkyrkan och avbildar Jens Iversen Lange, biskop i Århus 1449-1482
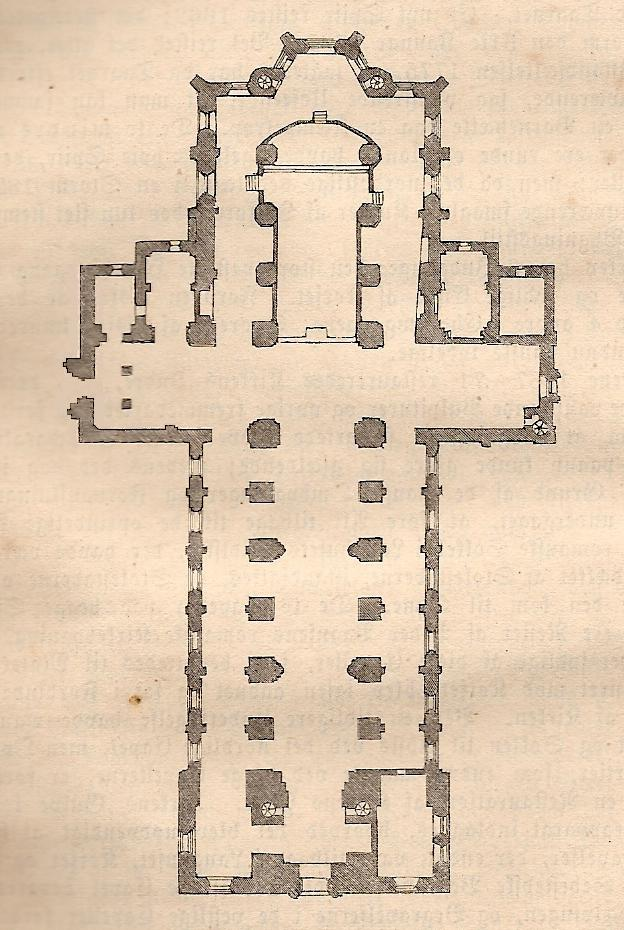
Domkyrkans grundplan från 1873

### Bilder på altartavlan

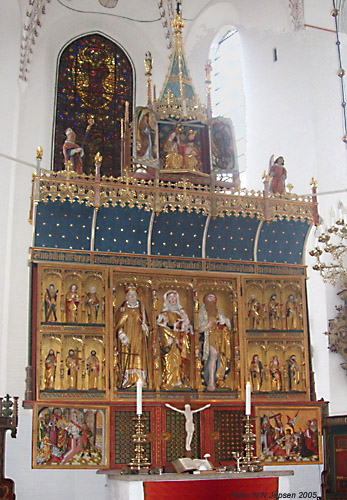
Bernt Notkes altartavla
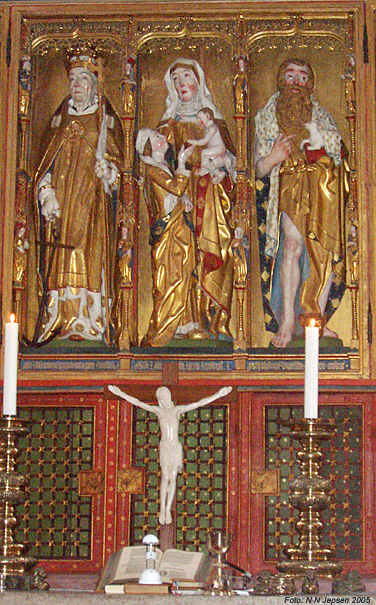
Detalj av altartavlan
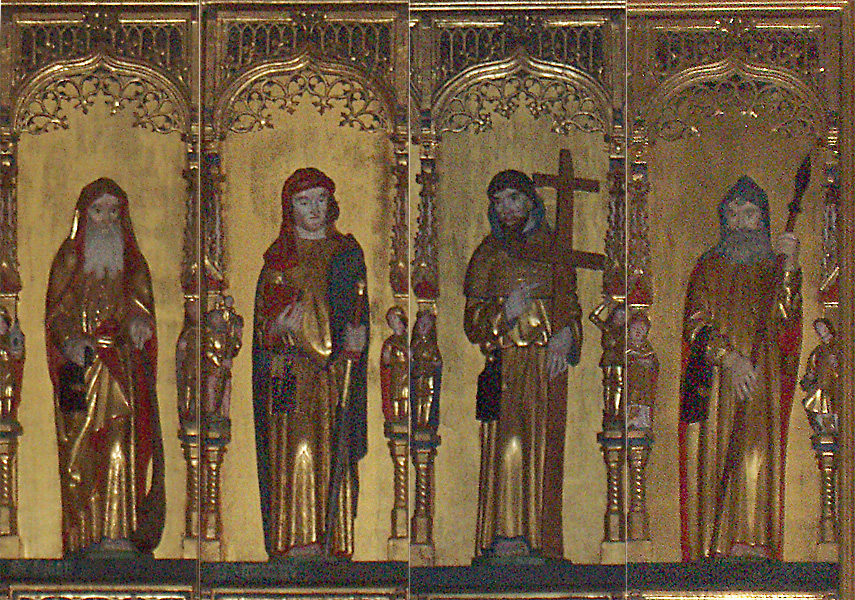
Apostlafigurer med påsböcker på Bernt Notkes altartavla. (Observera att denna bild är ihopkomponerad av fyra bilder, så figurerna har inte denna placering i verkligheten.) Från vänster apostlarna Judas Taddeus, Matteus, Filip och Tomas.